# ソワソン
ソワソン（Soissons）は、フランス共和国オー＝ド＝フランス地域圏エーヌ県の市。パリの北東60マイル、エーヌ川流域に位置し、フランス国内で最も古い都市のひとつ。面積12.3平方キロ、人口約3万人（1999年）。日本語でソワッソン、ソアソンとも表記する。

## 歴史
ソワソンはラテン語名スエッシオ（Suessio）が訛ったものであると思われる。これは古代にはガリア人のスエッシオネス族（Suessiones）が領有していたことに由来している。
ローマ帝国の城塞都市であり、末期にはキリスト教司教座が設置された。西ローマ帝国の衰亡の中でガリア北部は帝国の飛び地となり、ローマに任命された将軍であるアエギディウスが治める事実上独立した地域になった（ソワソン管区）。
一般に西ローマ帝国が滅亡したとされる476年以後も、アエギディウスの子であるシアグリウスの下でローマ人による統治が続いたが、486年にクローヴィス1世がシアグリウスをソワソンの戦いで破り、支配領域を拡大した。
メロヴィング朝フランク王国の王となったクローヴィス1世はソワソンでブルグント王国の王女クロティルドと結婚し、王女の勧めでソワソンで洗礼を受け、カトリックに改宗している。ソワソン王の王位は五男のクロタール1世が継ぎ、ソワソンはネウストリア地域の一つとなったが、次の末子キルペリク1世の治世では（在位561年 - 584年）内戦も発生した。
カロリング朝期には、サン・メダール修道院がソワソンの宮廷として用いられた。
1175年に建設が始まり、1475年に献堂式が挙行された大聖堂は、フランスゴシック建築の傑作とされており、北フランスにおける、シャルトル大聖堂と並ぶ大聖堂建築のモデルとなった。
中世初期から盛期にかけてこの地は聖俗の教会会議・王主宰の会議の開催地になった。
ドイツ中世を代表する叙事詩人ヴォルフラム・フォン・エッシェンバッハ の『パルチヴァール』には、タイトルロールと一騎討ちを行うオリルス公の武装の様子が叙述されているが、彼の着けていた胸甲（中高ドイツ語原文で“plate”、現在のドイツ語で“Panzerbrust”）は、ソワソン（中高ドイツ語による原文で“Sessûn”、古仏語で“Sessons”）で製作されたとされている　。